# گندمک بزرگ
گندمک بزرگ (نام علمی: Stellaria gigantea) نام یک گونه از رده شکم‌پایان است.